# Univers 1990
Univers 1990 est une anthologie de quinze nouvelles de science-fiction publiées entre 1987 et 1990, sélectionnées par Pierre K. Rey.
L'anthologie est la 30e et dernière de la série Univers qui compte trente ouvrages. Elle ne correspond pas à un recueil qui serait déjà paru aux États-Unis ; il s'agit d'un recueil inédit de nouvelles, édité pour le public francophone.
L'anthologie a été publiée en mars 1990 aux éditions J'ai lu dans la collection « Science-fiction » (no 2780). L'image de couverture a été réalisée par Ron Kirby.

## Nouvelles primées
- La nouvelle La Bibliothèque des pierres a reçu le Science Fiction Chronicle 1988 de la meilleure nouvelle.
- La nouvelle Le Chat de Schrödinger a reçu :
  - le prix Nebula de la meilleure novelette (nouvelle longue) 1988
  - le prix Hugo de la meilleure novelette (nouvelle longue) 1989
  - le prix Science Fiction Chronicle de la meilleure novelette 1989
  - le prix Theodore-Sturgeon de la meilleure nouvelle 1989
- la nouvelle Geisha blues a reçu le prix Boréal de la meilleure nouvelle 1989

## Première partie: nouvelles

### La Stratégie du cadre moyen
- Auteur : Eileen Gunn.
- Titre original : Stable Strategies for Middle Management.
- Publication : 1988.
- Situation dans l'anthologie : pages 9 à 26.
- Traducteur : Pierre K. Rey.
- Résumé :
- Liens externes : 
  - Notice sur Noosfère
  - Notice sur iSFdb

### Le Chat de Schrödinger
- Auteur : George Alec Effinger.
- Titre original : Schrödinger's Kitten.
- Publication : Omni, septembre 1988.
- Situation dans l'anthologie : pages 27 à 56.
- Traducteur : Jean-Pierre Pugi.
- Article connexe : Erwin Schrödinger.
- Distinctions : 
  - prix Nebula, meilleure novelette 1988
  - prix Hugo de la meilleure novelette 1989.
  - prix Science Fiction Chronicle de la meilleure novelette 1989
  - prix Theodore-Sturgeon 1989
- Résumé :
- Liens externes : 
  - Notice sur Noosfère
  - Notice sur iSFdb

### Dazzle
- Auteur : Scott Bradfield.
- Titre original : Dazzle.
- Publication : 1988.
- Situation dans l'anthologie : pages 57 à 76.
- Traducteur : Pierre K. Rey.
- Résumé :
- Liens externes : 
  - Notice sur Noosfère
  - Notice sur iSFdb

### Geisha blues
- Auteur : Jean Dion et Michel Martin (pseudonyme de Guy Sirois).
- Publication : 1987.
- Situation dans l'anthologie : pages 77 à 103.
- Distinction : prix Boréal de la meilleure nouvelle 1989.
- Résumé :
- Liens externes : 
  - Notice sur Noosfère
  - Notice sur iSFdb

### Voyageurs
- Auteur : Carter Scholz.
- Titre original : Transients.
- Publication : 1988.
- Situation dans l'anthologie : pages 105 à 124.
- Traducteur : Pascal J. Thomas.
- Résumé :
- Liens externes : 
  - Notice sur Noosfère
  - Notice sur iSFdb

### Les Sentinelles du temps réel
- Auteur : Jacques Barbéri.
- Première publication dans la présente anthologie.
- Situation dans l'anthologie : pages 143 à 151.
- Remarque : c'est la nouvelle la plus courte de l’anthologie (9 pages).
- Résumé : Une lutte a lieu entre Almar Botbol et Silmar Sigmund pour la domination du monde quantique.
- Liens externes : 
  - Notice sur Noosfère
  - Notice sur iSFdb

### Sanctuaire
- Auteur : James Lawson.
- Titre original : Sanctuary.
- Première publication dans cette anthologie.
- Situation dans l'anthologie : pages 153 à 216.
- Traducteur : Jean-Daniel Brèque.
- Résumé :
- Liens externes : 
  - Notice sur Noosfère
  - Notice sur iSFdb

### Donner-le-Cryo et la Coupe Filstone
- Auteur : Roger Zelazny.
- Titre original : Deadboy Donner and the Filstone Cup.
- Publication : 1988.
- Situation dans l'anthologie : pages 217 à 232.
- Traducteur : Pierre-Paul Durastanti et Noé Gaillard.
- Résumé :
- Liens externes : 
  - Notice sur Noosfère
  - Notice sur iSFdb

### Chaman!
- Auteur : John Shirley.
- Titre original : Shaman.
- Publication : 1988.
- Situation dans l'anthologie : pages 233 à 275.
- Traducteur : Bernard Sigaud.
- Résumé :
- Liens externes : 
  - Notice sur Noosfère
  - Notice sur iSFdb

### Expiation
- Auteur : Gardner R. Dozois.
- Titre original : Solace.
- Publication : 1989.
- Situation dans l'anthologie : pages 277 à 290.
- Traducteur : Pierre K. Rey.
- Résumé :
- Liens externes : 
  - Notice sur Noosfère
  - Notice sur iSFdb

### Le Cardinal dans la glace
- Auteur : Michael Moorcock.
- Titre original : The Frozen Cardinal.
- Publication : 1987.
- Situation dans l'anthologie : pages 303 à 317.
- Traducteur : Jean-Daniel Brèque.
- Résumé :
- Liens externes : 
  - Notice sur Noosfère
  - Notice sur iSFdb

### Dix jours sans voir la mer
- Auteur : Jean-Claude Dunyach.
- Première publication dans cette anthologie.
- Situation dans l'anthologie : pages 319 à 329.
- Résumé :
- Liens externes : 
  - Notice sur Noosfère
  - Notice sur iSFdb

### La Bibliothèque des pierres
- Auteur : Carol Emshwiller.
- Titre original : The Circular Library of Stone.
- Publication : 1987.
- Situation dans l'anthologie : pages 331 à 343.
- Traducteur : Pierre-Paul Durastanti.
- Distinction : prix Science Fiction Chronicle, meilleure nouvelle 1988.
- Résumé :
- Liens externes : 
  - Notice sur Noosfère
  - Notice sur iSFdb

### Mille soleils
- Auteur : Richard Canal.
- Première publication dans la présente anthologie.
- Situation dans l'anthologie : pages 345 à 368.
- Résumé :
- Liens externes : 
  - Notice sur Noosfère
  - Notice sur iSFdb

### Histoire secrète de la troisième guerre mondiale
- Auteur : J. G. Ballard.
- Titre original : The Secret History of World War 3.
- Publication : automne 1988.
- Situation dans l'anthologie : pages 369 à 382.
- Traducteur : Pierre K. Rey.
- Résumé :
- Liens externes : 
  - Notice sur Noosfère
  - Notice sur iSFdb

## Partie thématique et encyclopédique

### Éditorial
- Éditorial par Pierre K. Rey : pages 7-8.

### Entretien
- Entretien avec K. W. Jeter, par Lawrence Person et Michael Sumbera (traduction de Pierre-Paul Durastanti) : pages 125 à 141.

### Article
- « De l'univers des galaxies aux livres-univers » par Roger Bozzetto : pages 291 à 302.

## Prix obtenus par des textes de l'anthologie
Source : Sur Noosfère, fin de page.
- Le Chat de Schrödinger : 
  - prix Nebula, meilleure novelette 1988
  - prix Hugo de la meilleure novelette 1989.
  - prix Science Fiction Chronicle de la meilleure novelette 1989
  - prix Theodore Sturgeon 1989
- Geisha blues : prix Boréal de la meilleure nouvelle 1989.
- La Bibliothèque des pierres : prix Science Fiction Chronicle, meilleure nouvelle 1988.

## Critique littéraire
L'anthologie a fait l'objet d'une critique dans la revue A&A, n°132 (décembre 1990), page 18, par Jonathan Dornet.